# Зајас
Зајас (мкд. Зајас) је насеље у Северној Македонији, у западном делу државе. Зајас је била седиште и највеће насеље истоимене општине Зајас, која је укинута и прикључена општини Кичево 2013. године.

## Географија
Насеље Зајас је смештено у западном делу Северне Македоније. Од најближег већег града, Кичева, насеље је удаљено 12 km северно.
Рељеф: Зајас се налази у горњем делу историјске области Кичевија. Село је положено у северном делу Кичевског поља, у долини Големе реке. Западно од насеља се издиже планина Бистра. Надморска висина насеља је приближно 750 метара.
Клима у насељу је умерено континентална.

## Становништво
По попису становништва из 2002. године, Зајас је имао 4.712 становника.
Претежно становништво у насељу су Албанци (99%).
Већинска вероисповест у насељу је ислам.